# Kỷ Ediacara
| Kỷ Ediacara                                           |                                                   |
| Nồng độ O 2 trung bình trong khí quyển giai đoạn này  | Khoảng 8 Vol % (40 % so với giá trị hiện tại)     |
| Nồng độ CO 2 trung bình trong khí quyển giai đoạn này | Khoảng 4500 ppm (16 lần giá trị tiền công nghiệp) |
| Nhiệt độ bề mặt nước biển trong giai đoạn này         | Khoảng 17 °C (3 °C trên mức hiện đại)             |
| Bản mẫu:Ediacaran graphical timeline                  |                                                   |

Kỷ Ediacara là một kỷ địa chất trong đại Tân Nguyên Sinh. Nó là kỷ thứ ba đồng thời là kỷ cuối cùng của đại này cũng như của thời kỳ Tiền Cambri. Kỷ này kéo dài từ khoảng 635 tới 542 triệu năm trước. Tên gọi của kỷ này lấy theo tên gọi của vùng đồi Ediacara tại miền nam Australia, nơi người ta đã phát hiện được vùng sinh vật còn cổ hơn cả các vùng sinh vật trong kỷ Cambri. Về mặt lịch sử, kỷ này đã được các nhà nghiên cứu khác nhau đặt cho các tên gọi khác nhau, nhưng địa vị của tên gọi Edicara như là tên gọi chính thức cho kỷ này đã được Hiệp hội địa chất học quốc tế (IUGS) thông qua vào tháng 3 năm 2004 và thông báo ngày 13 tháng 5 năm 2004, là kỷ mới đầu tiên được công bố trong vòng 120 năm qua. Nó cũng từng được gọi là kỷ Vendia (tên gọi này có tại Nga).
Các mẫu hóa thạch động vật của kỷ này là thưa thớt, có thể là do các động vật còn chưa tiến hóa đủ để có vỏ cứng nhằm có thể dễ dàng tạo thành hóa thạch.

## Niên đại
Kỷ này là không bình thường do sự khởi đầu của nó không được xác định bằng sự thay đổi trong các mẫu vật hóa thạch. Các hóa thạch thân mềm bất thường cũng diễn ra trong kỷ Ediacara, nhưng chúng bị hạn chế ở phần cuối của kỷ, vào khoảng sau 580 Ma. Thay vì thế, sự bắt đầu của kỷ được xác định bằng sự xuất hiện của các lớp cacbonat khác biệt về mặt cấu trúc và thành phần hóa học, chỉ ra các thay đổi về mặt khí hậu (kết thúc của thời kỳ băng hà toàn cầu). Sự suy giảm bất thường của C13 đánh dấu sự kết thúc thời kỳ băng hà toàn cầu trong kỷ Cryogen trước đó. Niên đại của ranh giới được áp đặt khá có lý tại điểm 635 Ma, dựa trên niên đại U-Pb tại Namibia và Trung Quốc.

## Vùng sinh vật
Xem bài Vùng sinh vật Ediacara